# Nemacheilus corica
Schistura corica és una espècie de peix de la família dels balitòrids i de l'ordre dels cipriniformes.

## Morfologia
- El cos fa 4,2 cm de llargària maxima, és de color groguenc i té dues franges longitudinals i una de transversal al musell, 8-9 franges marrons al llom que baixen parcialment pels flancs i entre 9 i 10 taques marrons o franges curtes al llarg de la línia lateral.
- Boca semicircular amb llavis molsuts (l'inferior amb osques a la part mitjana).
- Cap corbat cap avall i amb el musell no només cònic sinó punxegut també.
- 3 parells de barbetes sensorials.
- Aleta pectoral més llarga que el cap.
- Escates petites, visibles i imbricades.
- Línia lateral completa.[3][4]

## Hàbitat i distribució geogràfica
És un peix d'aigua dolça, bentopelàgic, potamòdrom i de clima tropical, els adults del qual viuen als rierols de muntanya d'aigües netes i fons de sorra de l'Afganistan, el Pakistan, l'Índia, el Nepal i Bangladesh.

## Amenaces
Les seues principals amenaces són la construcció de preses i la pesca destructiva.

## Vida en captivitat
El seu aquari ha de tindre un flux d'aigua constant i ben oxigenada, el fons amb còdols, sorra o grava fina, la temperatura entre 18 i 25 °C, el pH de l'aigua entre 6 i 7,5, i una il·luminació prou brillant per simular el fons dels rierols de poca fondària on es troba en estat salvatge. És un peix solitari i molt territorial, per la qual cosa, si n'hi ha diversos exemplars compartint el mateix contenidor, l'aquari ha d'ésser prou gran per allotjar els diferents territoris de cada individu. Altrament, el peix dominant assetjarà constantment els seus congèneres amb el resultat d'aletes malmeses o, en casos extrems, la mort. No ha estat encara documentada la seua reproducció en captivitat.

## Observacions
És inofensiu per als humans.